# Платонов Юрій Гаврилович
Платонов Юрій Гаврилович (1894, Вовчанськ Харківської губ. — †19 листопада 1953) — український географ і прозаїк.

## Біографія
Середню освіту здобув у класичній Третій Харківській чоловічій гімназії. Закінчив природниче відділення фізико-математичного факультету Харківського Імператорського університету (1916) та Алма-Атинський педагогічний інститут імені Абая.
Працював учителем у школах і дитячих установах Харкова (1920—1932). З 1932 жив і працював в Алма-Аті (Казахстан). Викладав у школах, Казахському політехнічному інституті, працював в Академії наук КазРСР, заповіднику Барса-Кельмес, Казахському державному краєзнавчому музеї.

## Творчість
Учасник «Техно-мистецької групи А». Автор популярних нарисів «Китай у минулому і тепер» (1925), «Америка (Сполучені Штати Північної Америки)» (1926), антирелігійної збірки «Кінець світу» (1929), повісті для дітей «Хмереч» (1931). Спільно з Григорієм Петніковим упорядкував збірку «Казки далеких народів. Для дітей старшого віку» (1925).

## Вшанування пам'яті
У місті Дніпро є бульвар Платонова.

## Видання
- Казки далеких народів. Для дітей старшого віку / Упор. Григорій Петніков, Юрій Платонов. — Х.: Книгоспілка, 1925. — Вип. 1. — 105 с.; Вип. 2. — 115 с.
- Платонов, Юрій. Китай у минулому і тепер. — [Х.]: Книгоспілка, 1925. — 112 с.
- Платонов, Юрій. Америка (Сполучені Штати Північної Америки). — [Х.]: Книгоспілка, 1926. — 88 с.
- Платонов, Юрій. Кінець світу. — [Х.]: ДВУ, 1929. — 80 с.
- Платонов, Юрій. Хмереч. — Х.–О.: Молодий більшовик, 1931. — 158 с.: іл.

1. ↑  Обґрунтування щодо походження назв топонімів міста Дніпра.